# Vegard Ulvang
Vegard Ulvang (* 10. Oktober 1963 in Kirkenes) ist ein ehemaliger norwegischer Skilangläufer.

## Werdegang
Ulvang, der bei den Juniorenweltmeisterschaften 1982 in Murau und bei den Juniorenweltmeisterschaften 1983 im finnischen Kuopio mit norwegischen 3-mal-5-Kilometer-Staffel jeweils den zweiten Platz belegt hatte, nahm an den Olympischen Winterspielen in Calgary 1988, Albertville 1992 und Lillehammer 1994 teil und gewann dabei insgesamt sechs Medaillen (3 × Gold, 2 × Silber, 1 × Bronze).
Unmittelbar vor den Olympischen Winterspielen in Lillehammer sorgte Ulvang für Aufregung, als er die Organisation des Internationalen Olympischen Komitees stark kritisierte. Er hatte Schwierigkeiten mit den undemokratischen Zügen des IOC, die vor allem durch dessen Vorsitzenden Juan Antonio Samaranch repräsentiert wurden. Der Vorsitzende des norwegischen Olympia-Komitees, Gerhard Heiberg, musste viel Arbeit leisten, um die Wogen wieder zu glätten.
Bei Weltmeisterschaften gewann Ulvang acht weitere Medaillen (2 × Gold, 2 × Silber, 4 × Bronze). Im Skilanglauf-Weltcup gewann er neun Rennen und war 1990 Sieger der Gesamtwertung. 1991 erhielt er die Holmenkollen-Medaille. Ein Jahr später gewann er die Wahl zu Norwegens Sportler des Jahres.
Ein persönlicher Schicksalsschlag traf Ulvang am 10. Oktober 1993, als sein zwei Jahre älterer Bruder Kjetil in einer frostigen Nacht auf einer 25 km langen Strecke in der Nähe seines Elternhauses in Kirkenes spurlos verschwand. Trotz einer der größten Rettungsaktionen Norwegens blieb die Suche nach dem Physiotherapeuten, der selbst zu den 100 besten Skiläufern seines Landes gehörte, ergebnislos. Norwegen nahm Anteil an der Familientragödie, die Ulvang in sportlicher Hinsicht lähmte. Bei den folgenden Olympischen Winterspielen 1994 in Lillehammer sprach er den olympischen Eid. Ihm gelang es aber nicht, seine Olympiasiege von Albertville zu verteidigen; er errang nur eine Silbermedaille mit der norwegischen Staffel. Wenige Tage später wurde die viermonatige Suche nach seinem Bruder eingestellt; die Leiche wurde schließlich im Juni 1994 in einem See gefunden.
In den folgenden Weltcup-Jahren konnte Ulvang nicht an vorangegangene Erfolge anknüpfen und beendete seine Karriere 1997 bei den Heimweltmeisterschaften in Trondheim, wo er über die Rolle des Ersatzmanns nicht hinausgekommen war.
Nach seinem Rücktritt vom Spitzensport begann Ulvang ein Medizinstudium in Oslo und avancierte später zum Athletenvertreter im internationalen Skiverband FIS. Auch als Geschäftsmann war er erfolgreich. Als er im Januar 2004 seine Aktien der Firma Elite Sport verkaufte, erhielt er dafür laut dem norwegischen Finanzportal Hegnar.no zwischen 25 und 35 Millionen Norwegischen Kronen (3,1 bis 4,4 Millionen €).
Im Mai 2006 wurde Ulvang einstimmig zum Vorsitzenden der Skilanglauf-Kommission der FIS gewählt. Zusammen mit dem Schweizer Jürg Capol hat Ulvang das Konzept der Tour de Ski erstellt, welche 2006/07 das erste Mal durchgeführt wurde.

## Privates
Ulvangs Mutter war als Sportlehrerin tätig, sein Vater war in Kirkenes Langlauftrainer. Ein Studium im Fach Physik brach Ulvang ab.
Er ist mit der ehemaligen norwegischen Biathletin und Skilangläuferin Grete Ingeborg Nykkelmo verheiratet.

## Erfolge

### Olympische Winterspiele
- 1988 in Calgary: Bronze über 30 km
- 1992 in Albertville: Gold über 10 km, Gold über 30 km, Gold mit der Staffel, Silber im Verfolgungsrennen
- 1994 in Lillehammer: Silber mit der Staffel

### Weltmeisterschaften
- 1987 in Oberstdorf: Bronze mit der Staffel
- 1989 in Lahti: Silber über 30 km, Bronze über 15 km
- 1991 im Val di Fiemme: Gold mit der Staffel, Bronze über 30 km
- 1993 in Falun: Gold mit der Staffel, Silber über 30 km, Bronze über 10 km

### Norwegische Meisterschaften
- 1985: Silber mit der Staffel
- 1986: Bronze mit der Staffel
- 1987: Silber über 30 km
- 1988: Gold über 30 km
- 1989: Gold über 30 km, Silber über 15 km
- 1990: Bronze mit der Staffel
- 1991: Gold über 30 km, Gold über 50 km, Silber über 15 km
- 1992: Gold über 30 km, Gold mit der Staffel, Silber über 15 km
- 1993: Gold über 30 km, Bronze über 15 km, Bronze mit der Staffel
- 1994: Silber über 50 km
- 1995: Gold über 30 km, Bronze über 15 km
- 1996: Gold über 10 km, Gold über 15 km
- 1997: Silber über 30 km

### Weltcupsiege im Einzel
| Nr. | Datum             | Ort           | Disziplin                       |
| --- | ----------------- | ------------- | ------------------------------- |
| 1.  | 07. Januar 1989   | Kawgolowo     | 15 km klassisch Individualstart |
| 2.  | 04. März 1989     | Oslo          | 50 km klassisch Individualstart |
| 3.  | 16. März 1991     | Oslo          | 50 km klassisch Individualstart |
| 4.  | 07. Dezember 1991 | Silver Star   | 10 km klassisch Individualstart |
| 5.  | 08. Dezember 1991 | Silver Star   | 25 km klassisch Individualstart |
| 6.  | 10. Februar 1992  | Albertville 1 | 30 km klassisch Individualstart |
| 7.  | 13. Februar 1992  | Albertville 1 | 10 km klassisch Individualstart |
| 8.  | 14. März 1992     | Vang          | 50 km klassisch Individualstart |
| 9.  | 12. Dezember 1992 | Ramsau        | 10 km Freistil Individualstart  |

### Weltcup-Gesamtplatzierungen
| Saison  | Gesamt | Gesamt | Langdistanz | Langdistanz | Sprint | Sprint |
| Saison  | Punkte | Platz  | Punkte      | Platz       | Punkte | Platz  |
| ------- | ------ | ------ | ----------- | ----------- | ------ | ------ |
| 1983/84 | 16     | 38.    | –           | –           | –      | –      |
| 1984/85 | 11     | 46.    | –           | –           | –      | –      |
| 1985/86 | 43     | 8.     | –           | –           | –      | –      |
| 1986/87 | 74     | 4.     | –           | –           | –      | –      |
| 1987/88 | 64     | 7.     | –           | –           | –      | –      |
| 1988/89 | 154    | 2.     | –           | –           | –      | –      |
| 1989/90 | 145    | 1.     | –           | –           | –      | –      |
| 1990/91 | 105    | 3.     | –           | –           | –      | –      |
| 1991/92 | 196    | 2.     | –           | –           | –      | –      |
| 1992/93 | 576    | 3.     | –           | –           | –      | –      |
| 1993/94 | 346    | 6.     | –           | –           | –      | –      |
| 1994/95 | 208    | 16.    | –           | –           | –      | –      |
| 1995/96 | 253    | 12.    | –           | –           | –      | –      |
| 1996/97 | 87     | 31.    | 65          | 19.         | 22     | 45.    |